# Конектор N типу

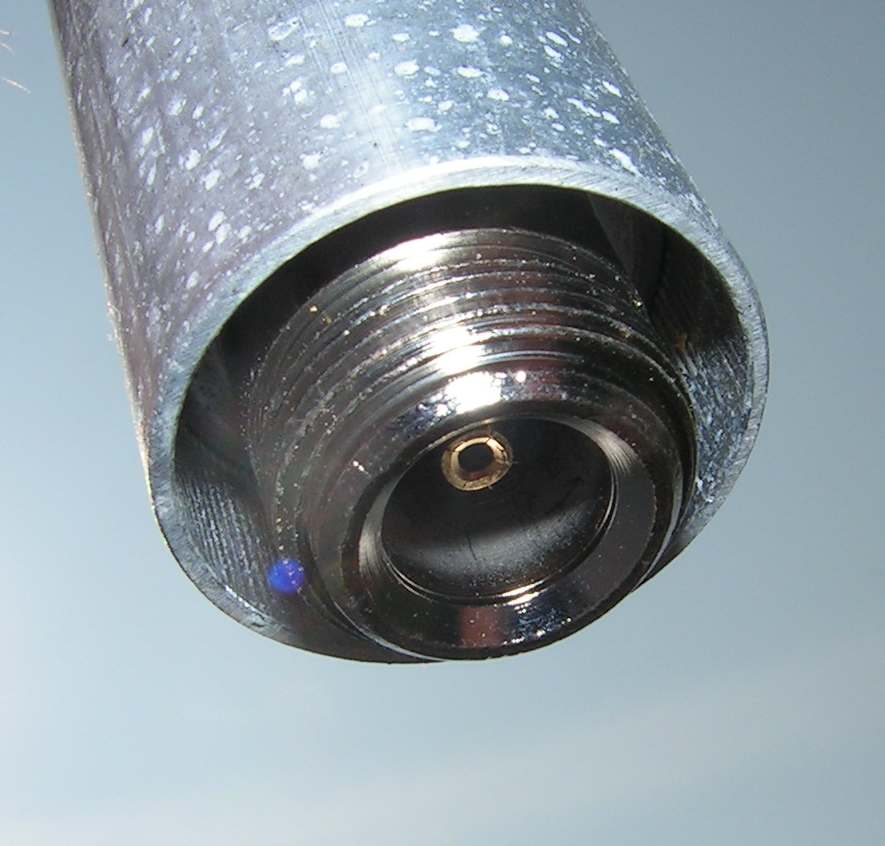
Конектор N типу (гніздо/female)

Конектор N типу — це різьбовий, всепогодний, радіочастотний конектор середнього розміру, використовуються для з'єднання коаксіальних кабелів. Це один з перших конекторів, здатних пропускати сигнал високої частоти (СВЧ), і був винайдений в 1940 році Полом Нілом (Paul Neill) з Bell Labs, в честь якого названий роз'єм.

## Конструкція
Спочатку конструкція конектору проектувалася для передачі сигналів на частотах до 1 ГГц для застосування його у військових цілях, але сучасна будова конектора дозволяє йому працювати з частотами до 11 ГГц. Пізніші вдосконалення конструкції Юліусом Ботка (Julius Botka) з Hewlett Packard дозволили конектору пропускати сигнал на частотах до 18 ГГц. Існує два види конектора які потрібні для з'єднання між собою двох коаксіальних кабелів. А саме — гніздовий (N-female) і штекерний (N-male). Також існують обидва види конектора у вигляді роз'єму для монтажу в корпусі приладів/антен. З'єднання між конекторами — різьбове, розмір різьби — 5 / 8-24. Для підвищення надійності, між центральними і зовнішніми контактами конектору конструкцією передбачено повітряний проміжок, який виконує роль ізолятора. Центральні контакти конектора ідентичні контактам в конекторах TNC і BNC типу.

## Номінальна потужність
Максимальна потужність в конекторах N типу обмежується напругою пробою повітря/іонізацією між його контактами. Середня потужність обмежується перегрівом центральної жили і втратою сигналу, також залежить від частоти. Зазвичай виробники конекторів у графіках кривих потужності вказують ліміти в 5000 Вт на частоті 20 МГц та 500 Вт на частоті 2 ГГц.

## Хвильовий опір

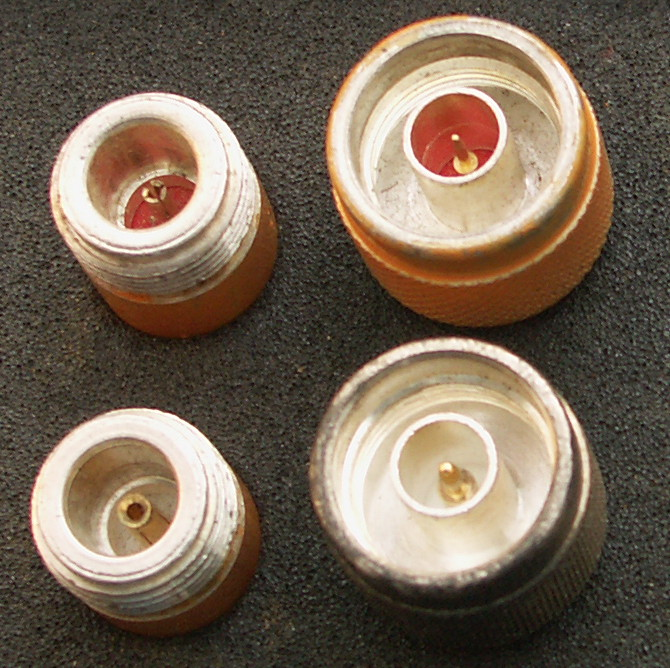
На картинці зображено 50 Ω (знизу) та 75 Ω (зверху) конектори N типу і відповідно гніздового\female (зліва) та штекерного\male (з права) видів.

Конектори N типу відповідають стандарту MIL-C-39012, та існують у двох версіях на 50 Ом та 75 Ом. Версія на 50 Ом широко використовується у мережах мобільного зв’язку, бездротовій передачі даних, пейджингових і стільникових системах зв’язку. Версія на 75 Ом використовується для кабельного телебачення. З’єднання двох версій конектору не є можливим, бо вони мають різний розмір центральних контактів і в крайньому випадку це призведе до ушкодження конекторів.
50 Ом-на версія конекторів  часто використовується у Wi-Fi обладнанні, яке працює на частотах 2,4 ГГц і 5 ГГц.

## References
1. ↑  Radiall R191381000 datasheet[недоступне посилання з червня 2019]
2. ↑  Amphenol, N type datasheet (PDF), архів оригіналу (PDF) за 13 серпня 2012, процитовано 5 грудня 2016

^  N type connectors from Cmpter Electronics [Архівовано 14 серпня 2014 у Wayback Machine.]
Шаблон:RF Connectors Navbox